# Soricomorpha
Los soricomorfos (Soricomorpha) son un orden o suborden parafilético de mamíferos placentarios que contiene a las familias Nesophontidae, Solenodontidae, Soricidae y Talpidae. Los miembros de este clado pertenecían al desaparecido orden Insectivora.
Pertenecen a este grupo los topos, las musarañas y el desmán de los Pirineos.
Actualmente se clasifican en el orden Eulipotyphla junto con los erizos.

## Clasificación
Los soricomorfos se dividen en cuatro familias.
- Clado Soricomorpha
  - Familia Soricidae
    - Subfamilia Crocidurinae
    - Subfamilia Soricinae
    - Subfamilia Myosoricinae

  - Familia Talpidae
    - Subfamilia Scalopinae
    - Subfamilia Talpinae
    - Subfamilia Uropsilinae

  - Familia Solenodontidae
  - Familia Nesophontidae †
  - Familia Nyctitheriidae †
  - Familia Geolabididae †